# Rudolf Szanwald
Rudolf Szanwald (Vienna, 6 luglio 1931 – Vienna, 2 gennaio 2013) è stato un calciatore austriaco, di ruolo portiere.

## Palmarès

### Club

#### Competizioni nazionali
- Campionato austriaco: 4

Wiener SK: 1957-1958, 1958-1959
Austria Vienna: 1968-1969, 1969-1970
- Staatsliga B: 1

Wiener SK: 1952-1953